# Ballet Meurtrier
Pour plus de détails, voir Fiche technique et Distribution.
 Ballet Meurtrier  est un téléfilm canadien sorti en 2015.

## Synopsis
Un drame policier sur fond de vengeance.

## Fiche technique
- Titre original : Swept Under
- Réalisation : Michel Poulette
- Scénario :
- Photographie :
- Durée : 150 minutes
- Pays : États-Unis

## Distribution
- Devin Kelley (Morgan Sher)
- Aaron Ashmore (Nick Hopewell)
- Stephen Bogaert (Adam Fowler)
- Joanne Boland (la capitaine LaSalle)
- Jon Vladimir Cubrt (Gary Butler)
- Marianne Farley (Sheila Bryant)
- Brett Ryan (Ed Braxton)